# Peter Weller
Pour les articles homonymes, voir Weller.
Peter Weller est un acteur, réalisateur, scénariste, producteur et lecteur universitaire  américain, né le 24 juin 1947 à Stevens Point, dans le Wisconsin (États-Unis).
Il est surtout connu pour son rôle d'Alex Murphy / RoboCop dans le film RoboCop (1987) de Paul Verhoeven. Il reprend le rôle dans le film RoboCop 2 (1990) ainsi que dans les jeux vidéo Mortal Kombat 11 (2019) et RoboCop: Rogue City (2023).
Il tient également les premiers rôles des films The Adventures of Buckaroo Banzai Across the 8th Dimension (1984) de W. D. Richter et Naked Lunch (1991) de David Cronenberg. Parmi ses autres rôles marquants dans des films, il donne notamment voix à Bruce Wayne / Batman dans les deux parties du film d'animation Batman, The Dark Knight Returns (2012-2013) et incarne l'amiral de la Flotte Alexander Marcus dans le film Star Trek Into Darkness (2013).
À la télévision, il a notamment joué Chuck Taggart dans Odyssey 5 (2002-2004), Christopher Henderson dans 24 Heures chrono (2006) et le policier Stan Liddy dans la saison 5 de Dexter (2010). Il apparait également dans les séries Longmire (2012-2017), Sons of Anarchy (2013-2014) ou encore The Last Ship (2017). De plus, il a réalisé de nombreux épisodes.

## Biographie

### Jeunesse
Peter Weller est né à Stevens Point, dans le Wisconsin. Il est le fils de Dorothy Jean (née Davidson) et Frederick Bradford Weller, avocat puis juge fédéral et pilote de carrière d'hélicoptère dans l'armée,.
En raison du travail de son père, sa famille s'installe pour quelques années en Allemagne avant de rejoindre le Texas. Peter fréquente alors la Alamo Heights High School de San Antonio, puis la University of North Texas. Il joue de la trompette dans un groupe du campus. Il est diplômé du Bachelor of Arts in Theatre et commence une carrière d'acteur après avoir été diplômé de American Academy of Dramatic Arts.

### Carrière

#### Débuts (années 1970-1986)
La carrière de Peter Weller débute sur les planches de Broadway dans les années 1970 dans Full Circle mis en scène par Otto Preminger et Summer Brave de William Inge. Après cela, il devient un membre de l'Actors Studio.
Après quelques apparitions à la télévision, il tourne son premier film sous la direction de Richard Lester en 1979. Dans la foulée, il tourne avec d'autres réalisateurs de renom tels que David Cronenberg, Woody Allen et Alan Parker.
En 1984, il retrouve son ami de longue date Jeff Goldblum, avec qui il jouait dans un groupe de jazz, dans le film Les Aventures de Buckaroo Banzaï à travers la 8e dimension.

#### Robocop, une plus grand exposition cinématographique et premiers pas en tant que réalisateur (1987-2001)

Cosplay de son personnage du film RoboCop.

C'est en 1987 que Peter Weller trouve son rôle le plus célèbre : celui de l'officier de police Alex Murphy dans RoboCop de Paul Verhoeven. Il participe également à RoboCop 2 en 1990 avant de décliner RoboCop 3 pour tourner Le Festin nu de David Cronenberg en 1991.
L'année suivante, il passe à la mise en scène pour le téléfilm de 36 minutes Partners dont il est également coscénariste.
En 1995, il joue dans Maudite Aphrodite, le film à succès de Woody Allen, puis dans Planète hurlante, adapté d'une nouvelle de Philip K. Dick et réalisé par Christian Duguay.
En 1997, il dirige David Caruso et Marg Helgenberger dans le téléfilm Gold Coast, adapté du roman éponyme d'Elmore Leonard.

#### Passage vers la télévision devant et derrière la caméra et rôles vocaux (depuis 2002)
Après de nombreux films « mineurs », il décroche le premier rôle de la série Odyssey 5 en 2002, qui ne dure qu'une seule saison.
Il fait ensuite des apparitions guest star dans des séries comme FBI : Opérations secrètes et Star Trek: Enterprise, avant de revenir sur le devant de la scène avec son personnage de Christopher Henderson qui apparaît dans quelques épisodes de la Saison 5 de 24 heures chrono en 2006.
En décembre 2006, Weller incarne Frank Lloyd Wright dans Frank's Home, une pièce de théâtre de Richard Nelson jouée au Goodman Theatre de Chicago.
En janvier 2010, Weller apparaît dans le documentaire God of War: Unearthing the Legend pour le jeu vidéo God of War III. En avril 2010, il joue dans un épisode de la saison 2 de Fringe, puis décroche un rôle récurrent dans la saison 5 de Dexter qui le voit jouer le rôle de Stan Liddy, un policier engagé pour découvrir les secrets de Dexter Morgan.
En 2012 et 2013, il prête sa voix au justicier masqué de DC Comics, Batman, le temps du film d'animation en deux parties sorti directement en vidéo, Batman: The Dark Knight Returns. Quinzième film de la collection DC Universe Animated Original Movies, il s'agit de l'adaptation du roman graphique Batman: The Dark knight Returns de Frank Miller publié en 1986.
En 2013, il tient le rôle de l'amiral Marcus dans Star Trek Into Darkness de J. J. Abrams, suite de Star Trek (2009).
Après avoir dirigé plusieurs épisodes de la série, il tient entre 2013 et 2014, le rôle récurrent de Charles Barosky dans les saisons six et sept de la série Sons of Anarchy.
En 2016, il prête sa voix au vice-amiral Caleb Thies dans Call of Duty: Infinite Warfare, treizième volet de la franchise de jeux de tir à la première personne Call of Duty .
En 2017, il obtient le rôle récurrent d'un docteur de renommée mondiale dans la quatrième saison de la série de science-fiction post-apocalyptique The Last Ship. La même année, il est également la voix du protagoniste du jeu d'horreur en réalité virtuelle, Wilson's Heart (en), qui comprend également dans sa distribution Rosario Dawson et Alfred Molina.
En 2019, il joue un méchant dans l'épisode final de la troisième saison de la série MacGyver. Il reprend le personnage en 2020 dans le huitième épisode de la quatrième saison, ainsi qu'en 2021 dans le quatrième épisode de la cinquième saison,. Par ailleurs, il réalise trois épisodes de la série,.
En 2020, il reprend l'emblématique rôle de Robocop pour les besoins de l'extension Aftermath du jeu de combat Mortal Kombat 11 sorti l'année d'avant.
En 2022, il apparait dans un épisode de la série d'anthologie horrifique Le Cabinet de curiosités de Guillermo del Toro.
En juillet 2022, il est annoncé à nouveau dans le rôle de Robocop pour les besoins du jeu vidéo Robocop: Rogue City qui sort en 2023.

#### Projets
En mars 2023, il est annoncé dans la deuxième saison de la série d'animation de Marvel Comics Moon Girl et Devil le Dinosaure, dans laquelle il tient le rôle du Dr Stern.

### Autres activités
Outre son métier d'acteur, il est professeur de littérature et d'histoire de l'art à la prestigieuse université de Syracuse.
En tant qu'historien, il est consultant  dans une série de documentaires sur la Rome Antique sur History Channel.

### Vie privée
Peter Weller rencontre l'actrice Ali MacGraw lors de la réalisation de Just Tell Me What You Want, la comédie de Sidney Lumet ; ils vivent quelques années ensemble et MacGraw le considère encore des années plus tard comme une personne qui a énormément compté dans sa vie ; elle le qualifie d'homme « supérieur, intéressant, fin, intelligent ».

## Filmographie

### Acteur

#### Cinéma
- 1979 : Les Joyeux Débuts de Butch Cassidy et le Kid (Butch and Sundance: The Early Days) de Richard Lester : Joe Le Fors
- 1980 : Just Tell Me What You Want de Sidney Lumet : Steven Routledge
- 1982 : L'Usure du temps (Shoot the Moon) d'Alan Parker : Frank Henderson
- 1983 : D'origine inconnue (Of Unknown Origin) de George Cosmatos : Bart Hughes
- 1984 : Les Aventures de Buckaroo Banzaï à travers la 8e dimension (The Adventures of Buckaroo Banzai Across the 8th Dimension) de W. D. Richter : Buckaroo Banzaï
- 1984 : Firstborn de Michael Apted : Sam
- 1986 : La Nuit du crime (A Killing Affair) de David Saperstein : Baston Morris
- 1987 : Fatale Obsession (El túnel) de Robert Bierman : Castel
- 1987 : RoboCop de Paul Verhoeven : Officier Alex Murphy / RoboCop
- 1988 : Blue-Jean Cop (Shakedown) de James Glickenhaus : Roland Dalton
- 1989 : Leviathan de George Cosmatos : Steven Beck
- 1989 : Cat Chaser d'Abel Ferrara : George Moran
- 1990 : RoboCop 2 d'Irvin Kershner : Alex Murphy / RoboCop
- 1991 : L'Amour coté en bourse (Road to Ruin) de Charlotte Brandstrom : Jack Sloan
- 1991 : Le Festin nu (Naked Lunch) de David Cronenberg : Bill Lee
- 1992 : Fifty/Fifty de Charles Martin Smith : Jake Wyer
- 1993 : Sunset Grill de Kevin Connor : Ryder Hart
- 1994 : The New Age de Michael Tolkin : Peter Witner
- 1995 : Par-delà les nuages (Al di là delle nuvole) de Michelangelo Antonioni et Wim Wenders : le mari
- 1995 : Planète hurlante (Screamers) de Christian Duguay : Joe Hendricksson
- 1995 : Maudite Aphrodite (Mighty Aphrodite) de Woody Allen : Jerry Bender
- 1995 : Decoy de Vittorio Rambaldi : Baxter
- 1998 : Les Rapaces (Top of the World) de Sidney J. Furie : Ray Mercer
- 1999 : Otages en péril (Diplomatic Siege) de Gustavo Graef-Marino : Steve Mitchell
- 2000 : Shadow Hours d'Isaac H. Eaton : Stuart Chappell
- 2000 : Falling Through de Colin Bucksey : Lou
- 2000 : Contamination (Contaminated Man) d'Anthony Hickox : Joseph Müller
- 2000 : Ivansxtc de Bernard Rose : Don West
- 2001 : Styx d'Alex Wright : Nelson
- 2003 : Le Purificateur (The Order) de Brian Helgeland : Driscoll
- 2005 : The Hard Easy d'Ari Ryan : Ed Koster
- 2005 : Man of God (en) de Jefery Levy : Rabbi
- 2005 : Undiscovered de Meiert Avis : Wick Treadway
- 2007 : Terreur dans la savane (Prey) de Darrell Roodt : Tom Newman
- 2010 : Once Fallen d'Ash Adams : Eddie
- 2011 : Forced to Fight de Jonas Quastel : Danny
- 2012 : Dragon Eyes de John Hyams : M. V
- 2012 : Batman, The Dark Knight Returns 1re partie de Jay Oliva : Bruce Wayne / Batman (animation, voix)
- 2013 : Batman, The Dark Knight Returns 2e partie de Jay Oliva : Bruce Wayne / Batman (animation, voix)
- 2013 : Star Trek Into Darkness de J. J. Abrams : Amiral de la Flotte Alexander Marcus, commandant en chef de Starfleet
- 2013 : Repentance de Philippe Caland

#### Télévision

##### Téléfilms
- 1973 : L'homme qui n'avait pas de patrie (The Man Without a Country) de Delbert Mann : Lieutenant Fellows
- 1975 : The Silence de Joseph Hardy : Red Sash
- 1983 : Kentucky Woman de Walter Doniger : Deke Cullover
- 1983 : Two Kinds of Love de Jack Bender : Joe Farley
- 1986 : Apology : Rad Hungate
- 1990 : Women and Men: Stories of Seduction de Ken Russell, Frederic Raphael et Tony Richardson : Hobie
- 1990 : L'enquête interdite (Rainbow Drive) de Bobby Roth : Mike Gallagher
- 1993 : Partners de Peter Weller : Docteur
- 1994 : L'Homme aux deux épouses (The Substitute Wife) de Peter Werner : Martin Hightower
- 1994 : La Femme Lakota (Lakota Woman: Siege at Wounded Knee) de Frank Pierson(non crédité)
- 1995 : Present Tense, Past Perfect de Richard Dreyfuss : Charles
- 1997 : End of Summer de Linda Yellen : Theo Remmington
- 1998 : La Tour secrète (I Guardiani del cielo) d'Alberto Negrin : John Shannon
- 2000 : Dark Prince: The True Story of Dracula de Joe Chappelle : le Père Stefan
- 2005 : L'Aventure du Poséidon (The Poseidon Adventure) de John Putch : Capitaine Paul Gallico

##### Séries télévisées
- 1977 : Lou Grant : Donald Stryker <small(saison 1, épisode 5)
- 1987 : Faerie Tale Theatre : le soldat (saison 6, épisode 3)
- 1978 : Mourning Becomes Electra  de Nick Havinga : Peter (feuilleton TV)
- 2002- 2003 : Odyssey 5 - Saison 1, épisodes 1 à 20 : Chuck Taggart
- 2003 : FBI : Opérations secrètes (The Handler) - Saison 1, épisode 4 : Gerard
- 2004 : Star Trek: Enterprise (Enterprise) : John Frederick Paxton (Saison 4, épisodes 20 : L'Enfant et 21 : Terra Prime)
- 2006 : 24 heures chrono (24) : Christopher Henderson (saison 5, 11 épisodes)
- 2006 : Monk : l'acteur jouant le rôle du capitaine Stottlemeyer (saison 5, épisode 1)
- 2010 : Fringe : Dr Alistair Peck (Saison 2, épisode 18)
- 2010 : Dexter : Stan Liddy (saison 5, 8 épisodes)
- 2010 : Psych : Yin / Professor Karl Rotmensen (saison 5, épisode 16)
- 2012 : Longmire :  Lucian Connally (7 épisodes)
- 2013 : Hawaii Five-O : Hookman / Curt Stoner (saison 3, épisode 15)
- 2013-2014 : Sons of Anarchy : Charles Barosky (saisons 6 et 7, 11 épisodes)
- 2017 : The Last Ship : Dr Paul Vellek (saison 4, 8 épisodes)
- 2018 : Forever : The Traveler (2 épisodes)
- 2019-2021  : MacGyver : Mason (3 épisodes)
- 2020 : JJ Villard's Fairy Tales (en) : le sergent Hardcop (animation, 2 épisodes)
- 2022 : Le Cabinet de curiosités de Guillermo del Toro (Guillermo del Toro's Cabinet of Curiosities)

### Réalisateur
- 1993 : Partners (téléfilm) (également scénariste et producteur)
- 1995-1996 : Homicide (Homicide: Life on the Street) - Saison 4, épisode 5 et Saison 5, épisode 6
- 1997 : Michael Hayes - Épisode 4 : L'Affaire Gibraltar (The Doctor's Tale)
- 1997 : Gold Coast (téléfilm)
- 2002-2003 : Odyssée 5 (Odyssey 5) - Épisodes 6, 11 et 19
- 2006 : Monk - Saison 5, épisode 5
- 2007 : Las Vegas - Saison 5, épisode 11
- 2011-2014 : Sons of Anarchy - 11 épisodes
- 2012 : Dr House - Saison 8, épisode 20
- 2012 : The Mob Doctor -  Épisode 10
- 2014 : The Strain - Saison 1, épisodes 5, 6 et 12
- 2014-2015 : Under the Dome - Saison 2, épisode 9 et Saison 3, épisode 2
- 2015 : Justified - Saison 6, épisode 3
- 2015 : Sleepy Hollow - Saison 3, épisode 1
- 2015-2016 : Salem - Saison 2, épisode 5 et Saison 3, épisode 6
- 2015-2016 : Tyrant - 3 épisodes
- 2016 : Outsiders - Saison 1, episode 13
- 2016 : Rush Hour - Épisode 2
- 2016 : Game of Silence - Épisode 7
- 2017 : Shades of Blue - Saison 2, épisodes 6 et 7
- 2013-2017 : Hawaï 5-0 - 8 épisodes
- 2012-2017 : Longmire - 5 épisodes
- 2015-2017 : The Last Ship - 6 épisodes

## Ludographie
- 2005 : Codename: Panzers – Phase Two (en) : Jeffrey S. Wilson
- 2016 : Call of Duty: Infinite Warfare : Caleb Thies
- 2017 : Wilson's Heart (en) : Robert Wilson
- 2020 : Mortal Kombat 11 : RoboCop
- 2023 : RoboCop: Rogue City : RoboCop
- 2025: RoboCop: Rogue City - Unfinished Business : Robocop

## Distinctions

### Récompenses
- 1983 : Festival international de Paris du film fantastique et de science-fiction du meilleur acteur pour D'origine inconnue (1983).

### Nominations
- 15e cérémonie des Saturn Awards 1988 : Meilleur acteur dans un film de science-fiction pour RoboCop (1987).
- 13e cérémonie des prix Génie 1992 : Meilleur acteur dans un drame pour Le Festin nu (1992).
- 66e cérémonie des Oscars 1994 : Meilleur court métrage (prises de vues réelles) pour Partners partagé avec Jana Sue Memel
- 2003 : Independent Spirit Award du meilleur acteur dans un second rôle dans un drame pour Ivans xtc. (2002).

## Voix francophones
En version française, Peter Weller n'a pas eu de voix régulière jusqu'au milieu des années 2000. Il est tout de même doublé à quatre reprises par Joël Martineau dans Blue-Jean Cop, Leviathan, Planète hurlante et Odyssey 5. Patrick Floersheim le double à deux reprises dans RoboCop et Dragon Eyes. Dans RoboCop 2, c'est Jean-Luc Kayser qui le double. À titre exceptionnel, Alain Dorval le double dans Les Joyeux Débuts de Butch Cassidy et le Kid, Richard Darbois dans Les Aventures de Buckaroo Banzaï à travers la 8e dimension, Bernard Tiphaine dans Le Festin nu, Daniel Beretta dans Maudite Aphrodite, Bernard Lanneau dans Liaison diplomatique et Georges Claisse dans Le Purificateur. 
De 2006 à 2017, Luc Bernard est sa voix régulière. Il le double notamment dans 24 Heures chrono, Psych : Enquêteur malgré lui, Fringe, Sons of Anarchy ou encore Longmire. En parallèle, il est doublé à deux reprises par Jean Barney dans Star Trek Into Darkness et Le Cabinet de curiosités de Guillermo del Toro ainsi que par Philippe Catoire dans Monk, Hervé Furic dans Dexter, Michel Voletti dans Dr House, Philippe Résimont dans Skin Trade, Robert Guilmard dans The Last Ship et Bernard Bollet dans Rabbit Hole.